# هادی حجازی‌فر
هادی حجازی‌فر (زادهٔ ۳۱ خرداد ۱۳۵۵) بازیگر و فیلم‌ساز ایرانی است. او دانش‌آموختهٔ رشتهٔ کارشناسی نمایش عروسکی از پردیس هنرهای زیبای دانشگاه تهران است. وی بازیگری را با بازی در مزرعه پدری (۱۳۸۳) آغاز کرد و در دههٔ بعد نقش اصلی فیلم‌های محمدحسین مهدویان، ایستاده در غبار (۱۳۹۴)، ماجرای نیمروز (۱۳۹۵)، لاتاری (۱۳۹۶) و ماجرای نیمروز: رد خون (۱۳۹۷) را ایفا کرد. او برای بازی در ماجرای نیمروز نامزد سیمرغ بلورین بهترین بازیگر نقش مکمل مرد جشنواره فیلم فجر شد. او در مجموعهٔ تلویزیونی پوست شیر (۱۴۰۱) نقش متفاوت‌تری از آثار قبلی‌اش را ایفا کرد.
حجازی‌فر در سال ۱۴۰۰ نخستین فیلم خود، موقعیت مهدی را نویسندگی و کارگردانی کرد و در آن افسر نظامی مهدی باکری در جنگ ایران و عراق را به تصویر کشید. این فیلم در چهلمین دوره جشنواره فیلم فجر نامزد دریافت ۱۴ جایزه شد که پنج جایزه شامل سیمرغ بلورین بهترین فیلم را کسب کرد. او مجموعهٔ تلویزیونی داریوش (۱۴۰۳) را کارگردانی، نویسندگی و بازیگری کرد. او همچنین یکی از نویسندگان فیلم آتابای (۱۳۹۸) به کارگردانی نیکی کریمی بود.

## زندگی و تحصیلات
هادی حجازی‌فر در ۳۱ خرداد ۱۳۵۵ در خوی متولد شد، حجازی‌فر فارغ‌التحصیل لیسانس رشته نمایش عروسکی از دانشگاه تهران و فوق لیسانس بازیگری و کارگردانی است.

## فیلم‌شناسی

### سینما
| سال  | عنوان                | نقش           | کارگردان                         |
| ---- | -------------------- | ------------- | -------------------------------- |
| ۱۴۰۲ | صبحانه با زرافه‌ها    | دکتر          | سروش صحت                         |
| ۱۴۰۰ | موقعیت مهدی          | مهدی باکری    | هادی حجازی‌فر                     |
| ۱۴۰۰ | ۲۸۸۸                 |               | کیوان علیمحمدی                   |
| ۱۳۹۹ | بی‌همه‌چیز             | دهدار         | محسن قرایی                       |
| ۱۳۹۸ | آتابای               | کاظم آتابای   | نیکی کریمی                       |
| ۱۳۹۸ | دوزیست               | حمید          | برزو نیک‌نژاد                     |
| ۱۳۹۸ | پیتوک                | مهام مالکی    | سیدمجید صالحی                    |
| ۱۳۹۸ | منطقه پرواز ممنوع    | آقا مصطفی     | امیر داسارگر                     |
| ۱۳۹۷ | ماجرای نیمروز: ردخون | کمال          | محمدحسین مهدویان                 |
| ۱۳۹۷ | ژن خوک               | رضا کیشمیش    | سعید سهیلی                       |
| ۱۳۹۶ | لاتاری               | موسی          | محمدحسین مهدویان                 |
| ۱۳۹۶ | به وقت شام           | یونس          | ابراهیم حاتمی‌کیا                 |
| ۱۳۹۶ | کاتیوشا              | خلیل کاتیوشا  | علی عطشانی                       |
| ۱۳۹۶ | شاه کُش               | منصور         | وحید امیرخانی                    |
| ۱۳۹۶ | آستیگمات             |               | مجیدرضا مصطفوی                   |
| ۱۳۹۶ | دارکوب               | مازیار        | بهروز شعیبی                      |
| ۱۳۹۶ | آرا                  |               | یوسف کارگر                       |
| ۱۳۹۵ | گیلدا                |               | امید بنکار کیوان علیمحمدی        |
| ۱۳۹۵ | ماجرای نیمروز        | کمال          | محمدحسین مهدویان                 |
| ۱۳۹۵ | نسبت خونی            |               | حسین امیری دوماری پدرام پورامیری |
| ۱۳۹۴ | ایستاده در غبار      | احمد متوسلیان | محمدحسین مهدویان                 |
| ۱۳۸۳ | مزرعه پدری           |               | رسول ملاقلی‌پور                   |

### تلویزیون
| سال  | عنوان   | نقش           | کارگردان      |
| ---- | ------- | ------------- | ------------- |
| ۱۴۰۲ | عاشورا  | مهدی باکری    | هادی حجازی فر |
| ۱۳۹۹ | زیرخاکی | فرهاد باغ‌بیشه | جلیل سامان    |
| ۱۳۹۹ | دوپینگ  | حسن اسدی      | رضا مقصودی    |
| ۱۳۹۶ | نفس     | حمید          | جلیل سامان    |
| ۱۳۹۱ | کرکره   |               | هادی حجازی فر |

### نمایش خانگی
| سال  | عنوان    | نقش          | کارگردان                 |
| ۱۴۰۳ | داریوش   | داریوش       | هادی حجازی فر            |
| ۱۴۰۱ | پوست شیر | نعیم مولایی  | جمشید محمودی             |
| ۱۴۰۱ | سرگیجه   | کامران زاهدی | بهرنگ توفیقی             |
| ۱۴۰۰ | پیشگو    | مهمان        | رضا بهاروند امین انتظاری |
| ۱۳۹۹ | همرفیق   | مهمان        | شهاب حسینی               |
| ۱۳۹۷ | ممنوعه   | خسرو راد     | امیر پورکیان             |
| ---- | -------- | ------------ | ------------------------ |

### مستند
| سال  | مستند  | کارگردان    |
| ---- | ------ | ----------- |
| ۱۳۹۵ | جورچین | محمد دیندار |

### تئاتر[نیازمند منبع]
| سال  | نمایش                    | سمت            | کارگردان          |
| ---- | ------------------------ | -------------- | ----------------- |
| ۱۳۹۸ | هوس و هفت دقیقه          | مشاور کارگردان | علیرضا مهران      |
| ۱۳۹۸ | تایم لپس                 | تهیه‌کننده      | صالح علوی‌زاده     |
| ۱۳۹۸ | پروانه الجزایری          | تهیه‌کننده      | سعید حسنلو        |
| ۱۳۹۶ | پرواز شماره ۷۴۵          | طراح           | مرجان پورغلامحسین |
| ۱۳۹۳ | ملاقات با بانوی سال‌خورده | کارگردان       | هادی حجازی فر     |
| ۱۳۸۸ | رومئو و ژولیت            | کارگردان       | هادی حجازی فر     |
| ۱۳۸۶ | جایی دیگر                | کارگردان       | هادی حجازی فر     |
| ۱۳۸۴ | پرزنت                    | کارگردان       | هادی حجازی فر     |

## جوایز و نامزدی‌ها
| سال  | جشنواره                                         | رده                              | اثر             | نتیجه    | جایزه        | منبع   |
| ---- | ----------------------------------------------- | -------------------------------- | --------------- | -------- | ------------ | ------ |
| ۱۴۰۱ | چهاردهمین جشن منتقدان و نویسندگان سینمایی ایران | بهترین فیلمنامه                  | آتابای          | برنده    |              | [ ۶ ]  |
| ۱۴۰۱ | چهاردهمین جشن منتقدان و نویسندگان سینمایی ایران | بهترین بازیگر نقش اول مرد        | آتابای          |          |              | [ ۷ ]  |
| ۱۴۰۱ | هفتمین جایزه هنر انقلاب                         | چهره برگزیده سینما               | موقعیت مهدی     | برنده    |              | [ ۸ ]  |
| ۱۴۰۰ | چهلمین جشنواره فیلم فجر                         | بهترین کارگردان فیلم اول         | موقعیت مهدی     | برنده    | سیمرغ بلورین |        |
| ۱۴۰۰ | چهلمین جشنواره فیلم فجر                         | بهترین کارگردان                  | موقعیت مهدی     | نامزدشده | سیمرغ بلورین |        |
| ۱۳۹۸ | نوزدهمین جشن حافظ                               | بهترین بازیگر مرد درام تلویزیونی | ممنوعه          | نامزدشده | تندیس حافظ   | [ ۹ ]  |
| ۱۳۹۷ | هجدهمین جشن حافظ                                | بهترین بازیگر مرد                | لاتاری          | برنده    | تندیس حافظ   | [ ۱۰ ] |
| ۱۳۹۶ | نوزدهمین دوره جشن بزرگ سینمای ایران             | بهترین بازیگر نقش مکمل مرد       | ماجرای نیمروز   | نامزدشده | تندیس زرین   |        |
| ۱۳۹۶ | یازدهمین جشن منتقدان و نویسندگان سینمایی ایران  | بهترین بازیگر نقش مکمل مرد       | ماجرای نیمروز   | برنده    |              | [ ۱۱ ] |
| ۱۳۹۵ | سی و پنجمین دوره جشنوارهٔ فیلم فجر               | بهترین بازیگر نقش مکمل مرد       | ماجرای نیمروز   | نامزدشده | سیمرغ بلورین |        |
| ۱۳۹۵ | سی و سومین جشنوارهٔ بین‌المللی فیلم کوتاه تهران   | بهترین بازیگر نقش اول مرد        | نسبت خونی       | نامزدشده |              |        |
| ۱۳۹۵ | هجدهمین دوره جشن بزرگ سینمای ایران              | بهترین بازیگر نقش اول مرد        | ایستاده در غبار | نامزدشده | تندیس زرین   |        |